# Thailand Route 11

Highway Nr. 11

Thailand Route 11 (Thai: ทางหลวงแผ่นดินหมายเลข 11 - Thang Luang Phaen Din Mai Lek 11, Deutsch: Nationalstraße Nr. 11; im englischen Sprachgebrauch: Highway 11) ist eine Schnellstraße in Thailand. 

## Straßenverlauf

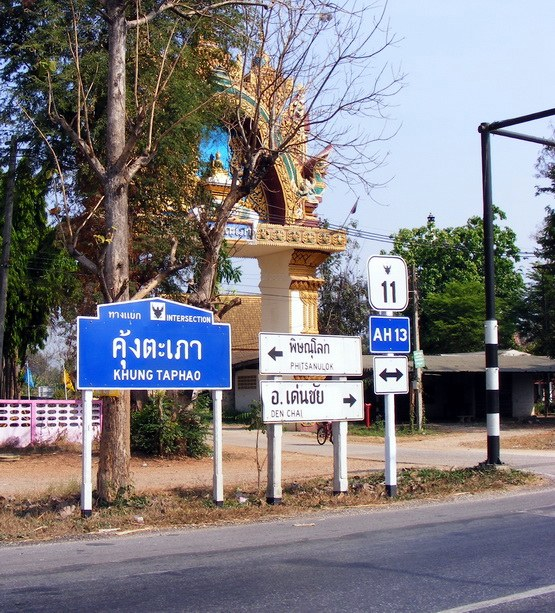
Route 11 in Ban Khung Taphao

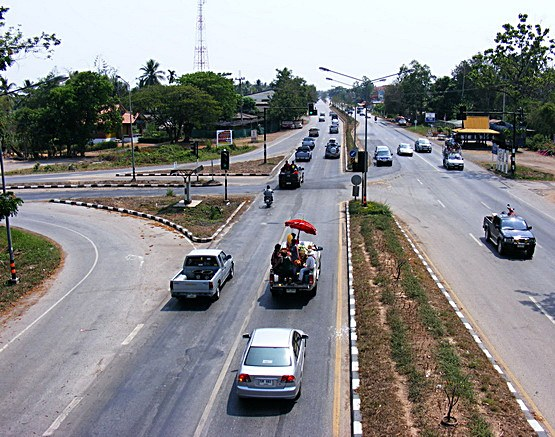
Kreuzung Khung Taphao, Uttaradit

Die 1969 angelegte und 564 Kilometer lange Thailand Route 11 gilt als alternative Strecke Richtung Norden. Sie beginnt im Landkreis (Amphoe) In Buri der Provinz Sing Buri als Abzweigung von der Thailand Route 32 (Nationalstraße Nr. 32) und führt weiter durch die Provinzen Nakhon Sawan, Phichit und Phitsanulok, wo sie auf etwa 10 Straßenkilometern mit der Thailand Route 12 gemeinsam verläuft. Weiter führt sie durch die Provinzen Uttaradit, Phrae, Lampang, Lamphun, bis sie auf den letzten 10 Straßenkilometern als so genannter Superhighway die Umgehungsstraße von Chiang Mai bildet. An der Kreuzung mit der Nationalstraße 1004 im Landkreis Mueang Chiang Mai, nordwestlich der Altstadt von Chiang Mai endet die Thailand Route 11. In 2019 wurde mit dem vierspurigen Ausbau einschließlich Kreuzungsfreiheit zwischen In Buri und Takhli begonnen.
Auf dem Abschnitt Phitsanulok – Uttaradit – Den Chai ist die Thailand Route 11 Teil des Asian Highway AH13.

## Kartenmaterial
- ThinkNet: Road Map of Thailand. MapMagic CD + Paper Map. Multi-Purposes Bilingual Mapping Software, Bangkok, 2008 edition.